# New City (New York)
Pour les articles homonymes, voir New City.
La census-designated place de New City est le siège du comté de Rockland, situé dans l’État de New York, aux États-Unis. Sa population s’élevait à 33 559 habitants lors du recensement 2010.

## Géographie
Le plus haut point de la ville mesure 48m, elle est à 28km du nord de New York, elle est proche aussi du Lac Deforest.

## Histoire
Avant la guerre d'indépendance, la terre qui deviendra plus tard connue sous le nom de New City était habitée principalement par les Indiens d'Amérique Lenni Lenape. Les Néerlandais ont été les premiers Européens à s'installer dans la région. Le comté d'Orange a été établi en 1683 comme l'un des 12 premiers comtés de la province de New York, qui comprenait l'actuel comté de Rockland. En 1780, le major Andre et Josh Hett Smith se sont arrêtés à la "Coe's Tavern", située sur ce qui est maintenant le coin de la New Hempstead Road et de la route 45. 
New City a été formé en Modèle:Date-1798, lorsque le comté de Rockland a été incorporé en tant que comté distinct de la partie sud-est du comté d'Orange. Avec la formation d'un nouveau comté, il y avait des besoins pour un nouveau siège de comté. L'emplacement central de New City était un emplacement idéal pour un siège de comté, car les voyages en 1798 étaient difficiles et les principales villes du comté n'étaient pas situées au centre. À l'époque, l'escadron de cavalerie de New York avait un campement d'été dans ce qui est maintenant les rues animées de Squadron Boulevard et de Cavalry Drive, d'où le nom de ces rues. La communauté tire son nom du fait que les pères fondateurs ont envisagé une «nouvelle» ville lors de la formation du nouveau siège du comté. 
Le centre-ville à ses débuts, autre que l'administration du comté et de la ville, se composait principalement de petits magasins de détail dans ce qui était principalement une zone agricole. Il y avait aussi un champ de foire et un hippodrome de comté situés à l'intersection de la route 304 et du chemin Congers. 
En 1918, le fondateur de Paramount Pictures, Adolf Zukor, a déménagé à New City où il a acheté 300 acres de terrain à Lawrence Abraham, qui possédait déjà une grande maison, une piscine et un terrain de golf de 9 trous sur la propriété. Deux ans plus tard, en 1920, Zukor a acheté 500 acres supplémentaires à Abraham et a construit de multiples ajouts, notamment une maison de nuit, une maison d'hôtes, des serres, des garages, etc. Il a également embauché AW Tillinghast pour construire un parcours de golf de championnat de 18 trous sur la propriété. Le terrain est maintenant connu sous le nom de Paramount Country Club. Zukor Park, situé juste au sud du country club, est également nommé d'après Adolf. La propriété de Zukor a également attiré un grand nombre de personnes artistiques dans la région ; y compris Maxwell Anderson, Henry Varnum Poor, Norman Lloyd, Kurt Weill, Martha MacGuffie, Lotte Lenya, John Houseman, Ruth Reeves et d'autres qui ont tous vécu sur South Mountain Road et y ont formé une colonie d'artistes. 
Dutch Gardens, le plus ancien parc du comté, a été construit en 1934 par des artisans italiens, connu pour sa maçonnerie à motifs unique. Il a été conçu par Mary Mowbray-Clark, originaire de West Nyack. Il a été honoré en tant que jardin de l'année 1934 par le magazine Better Homes and Gardens. Il a été inscrit au registre national des lieux historiques en 1991. Situé juste au sud du palais de justice dans le centre-ville, il est toujours l'un des parcs les plus visités du comté de Rockland aujourd'hui. 
New City est resté rural jusque dans les années 1950, lorsque l'idée de la banlieue de l'après-Seconde Guerre mondiale, ainsi que l'ouverture du pont Tappan Zee et de Palisades Interstate Parkway, a rendu les déplacements entre New York et le comté de Rockland plus rapides et plus faciles ; et de nombreux anciens résidents de New York ont émigré à Rockland, qui a transformé New City d'une communauté rurale tranquille à une banlieue peuplée et animée de New York. Parallèlement au développement résidentiel, le développement des entreprises a également augmenté rapidement. Le centre-ville est devenu le foyer de nombreuses banques, commerces de détail et sociétés immobilières ; ainsi que des restaurants, des magasins, une salle de cinéma, des bars et de nombreuses autres formes de divertissement. Bien que certaines parties de la ville telles que South Mountain Road et le lac Lucille aient été préservées, et demeurent des quartiers historiques paisibles, boisés et riches.